# Rafael Araújo (baloncestista)
Rafael Paulo de Lara Araújo (Curitiba, Paraná, 12 de agosto de 1980) es un exbaloncestista brasileño que jugó tres temporadas en la NBA. Mide 2,11 metros y jugaba en la posición de pívot.

## Trayectoria deportiva

### Universidad
Después de jugar en su instituto de São Paulo, en su país natal, se trasladó a Estados Unidos para desarrollar allí su carrera universitaria. Durante dos años estuvo en el equipo de Arizona Western College, en Yuma, Arizona, en donde promedió 15 puntos y 9,5 rebotes, llevando a su equipo al Top-10 entre los junior colleges. En 2002 se trasladó a la Universidad de Brigham Young, donde en su temporada júnior promedió 12 puntos y 8,9 rebotes (segundo en la Mountain West Conference), y en su último año elevó sus cifras hasta los 18,4 puntos y 10,1 rebotes, lo que le hizo ser elegido en el segundo equipo All American.

#### Dopaje
En el Campeonato mundial de baloncesto de 2002 celebrado en Indianápolis, Araújo dio positivo en un test antidopaje, hallándosele nandrolona, por lo que fue suspendido en competiciones internacionales durante dos años. Posteriormente, a su regreso a la universidad, un nuevo test dio negativo, y en la NBA no se controla el uso de esteroides entre los jugadores.

### Profesional
Rafael fue elegido en la octava posición del Draft de la NBA de 2004 por Toronto Raptors, donde permaneció 2 temporadas. En ningún momento se pudo ver al jugador dominante de la universidad, y es que, a pesar de salir de titular en la mayoría de partidos, apenas jugaba 12 minutos, con unas pobres estadísticas de 3 puntos y 3 rebotes por partido. El General Mánager de Toronto fue despedido, en parte por la decisión de la elección de Araújo en el draft, desaprovechando una oportunidad para conseguir un jugador más productivo.
En 2006 fue traspasado a Utah Jazz, donde apenas juega 8 minutos por partido, y sus estadísticas son aún peores. 
En agosto de 2007 fichó por el Spartak Saint Petersburg ruso. 
Desde 2009 jugó en su país natal, en el Paulistano, Flamengo, Franca y Mogi das Cruzes hasta su retirada en 2014.

## Estadísticas de su carrera en la NBA

### Temporada regular
| Año     | Equipo  | PJ  | PT | MPP  | %TC  | %3P  | %TL  | RPP | APP | ROB | TPP | PPP |
| ------- | ------- | --- | -- | ---- | ---- | ---- | ---- | --- | --- | --- | --- | --- |
| 2004-05 | Toronto | 59  | 41 | 12.5 | .434 | .333 | .782 | 3.1 | .3  | .4  | .1  | 3.3 |
| 2005-06 | Toronto | 52  | 34 | 11.6 | .366 | .000 | .536 | 2.8 | .3  | .5  | .1  | 2.3 |
| 2006-07 | Utah    | 28  | 0  | 8.9  | .415 | .000 | .621 | 2.4 | .4  | .2  | .1  | 2.6 |
| Total   | Total   | 139 | 75 | 11.4 | .405 | .250 | .679 | 2.8 | .3  | .4  | .1  | 2.8 |

### Playoffs
| Año   | Equipo | PJ | PT | MPP | %TC  | %3P  | %TL  | RPP | APP | ROB | TPP | PPP |
| ----- | ------ | -- | -- | --- | ---- | ---- | ---- | --- | --- | --- | --- | --- |
| 2007  | Utah   | 5  | 0  | 5.6 | .375 | .000 | .417 | 2.2 | .2  | .2  | .0  | 2.2 |
| Total | Total  | 5  | 0  | 5.6 | .375 | .000 | .417 | 2.2 | .2  | .2  | .0  | 2.2 |